# 近藤伸子
近藤 伸子（こんどう のぶこ）は、クラシック音楽と現代音楽を中心に活動する日本のピアニスト。国立音楽大学特任教授。

## 略歴
新潟県出身。国立音楽大学附属中学校・高等学校卒、東京藝術大学器楽科卒、大学院博士課程修了。課程博士(音楽)。ドイツ学術交流会(DAAD)奨学生としてベルリン芸術大学へ1986年に留学し、ベルリン芸術大学卒業。現代音楽を積極的に演奏、紹介すると同時に、バッハの鍵盤作品にも強い関心を寄せて演奏活動を行なっている。1993年にリサイタルシリーズ《20世紀のピアノ曲》を開始。シュトックハウゼン、クセナキス、ケージ、ナンカロウ、武満徹らの作品を取り上げる。1998年よりリサイタルシリーズ《Kondo Nobuko Plays Bach》を，2019年より《Kondo Nobuko Plays Beethoven》を開始。2016年より国立音楽大学教授。2025年4月より同特任教授。

## 受賞歴
- 1984年 文化放送音楽賞受賞
- 1988年 アルトゥル・シュナーベル・コンクール第2位(最高位)
- 1988年 ブゾーニ国際ピアノコンクール第6位入賞
- 1990年  W･カペル国際コンクール[6]でナンシー･ミラー記念賞を受賞
- 2015年 第69回文化庁芸術祭優秀賞受賞[7]
- 2016年 国立音楽大学教授[8]

## 主な演奏活動

### 20世紀のピアノ曲シリーズ
- Ⅰ．K. シュトックハウゼン：ピアノ曲 Ⅶ，Ⅷ，Ⅹ，XI，XII (1993年)
- Ⅱ．K. シュトックハウゼン：ピアノ曲 Ⅴ，XV，コンタクテ，他 (1996年)
- J. ケージ：ソナタとインターリュード，他 (1998年)
- Ⅲ．武満徹：フォーアウェイ，クセナキス：エヴリアリ，他 (2002年)
- Ⅳ．K. シュトックハウゼン：ピアノ曲XⅢ，ティアクライス，他 (2008年)
- Ⅴ．A. シェーンベルク：浄夜(トリオ版)，3つのピアノ曲，他 (2010年)
- Ⅵ．0. メシアン：世の終わりのための四重奏曲，他 (2012年)
- Ⅶ．K. シュトックハウゼン：自然の持続時間（全曲）(2014年)
- Ⅷ.  K. サーリアホ：バラード，田中カレン：クリスタリーヌ他，原田敬子：Nach Bach(部分） 他 (2016年)
- Ⅸ.  ワーグナー = コチシュ: 《トリスタンとイゾルデ》より前奏曲，A. シェーンベルク: 3つのピアノ曲 (1番,3番)(1894)，3つのピアノ曲 Op.11，6つのピアノ小品 Op.19,ピアノ組曲 Op.25，ピアノ曲 Op. 33a, ナポレオンへのオード Op.41，A. ベルク：ピアノソナタ Op.1,  A. ウェーベルン： ピアノのための変奏曲 Op.27(2024年)

### Kondo Nobuko Plays Bachシリーズ
- Ⅰ．ゴルトベルク変奏曲 (1998年)
- Ⅱ．平均律クラヴィーア曲集Ⅰ(2000年)
- Ⅲ．平均律クラヴィーア曲集Ⅱ(2005年)
- Ⅳ．パルティータ(2007年)
- Ⅴ．イギリス組曲(2010年)
- Ⅵ．フランス組曲，フランス風序曲(2011年)
- Ⅶ．最愛の兄の旅立ちに寄せるカプリッチョ，4つのデュエット，半音階的幻想曲とフーガ，イタリア協奏曲，3声･6声のリチェルカーレ(音楽の捧げものより)(2014年)
- Ⅷ.  フーガの技法 (2015年)

### Kondo Nobuko Plays Beethovenシリーズ
- Ⅰ．ピアノソナタ 第1番，第29番《ハンマークラヴィーア》，ピアノトリオ第1番 (2019年)
- Ⅱ．ピアノソナタ 第2番，第3番，第7番，第8番《悲愴》, チェロソナタ第3番 (2019年)
- Ⅲ．第5番，第6番，第23番《熱情》, ピアノ三重奏曲第7番 《大公》(2020年)
- Ⅳ．ピアノソナタ 第4番，第9番，第10番，第13番，第14番《月光》, ピアノ三重奏曲第5番 《幽霊》(2021年)
- Ⅴ．ピアノソナタ 第16番，第9番，第10番，歌曲集 遙かなる恋人に（2022年)
- Ⅵ．ピアノソナタ 第15番，第9番，第10番，チェロソナタ第5番（2023年)

## CD
- Kondo Nobuko Plays J.S. Bach[注釈 1] [近藤伸子プレイズ J.S.バッハ －音楽の捧げもの－］(ALM ALCD-9153)[9]
- Kondo Nobuko Plays Schönberg, Berg, Webern [新ウィーン楽派ピアノ作品集］(ナミレコード WWCC-7489 )[9]
- Kondo Nobuko Plays J.S. Bach - Toccatas  [J.S.バッハ：トッカータ(全7曲)]  (ナミレコード WWCC-7750)[9]
- Die Kunst der Fuge [フーガの技法]  (ALM ALCD-9214)[9]